# Severokyperský cestovní pas

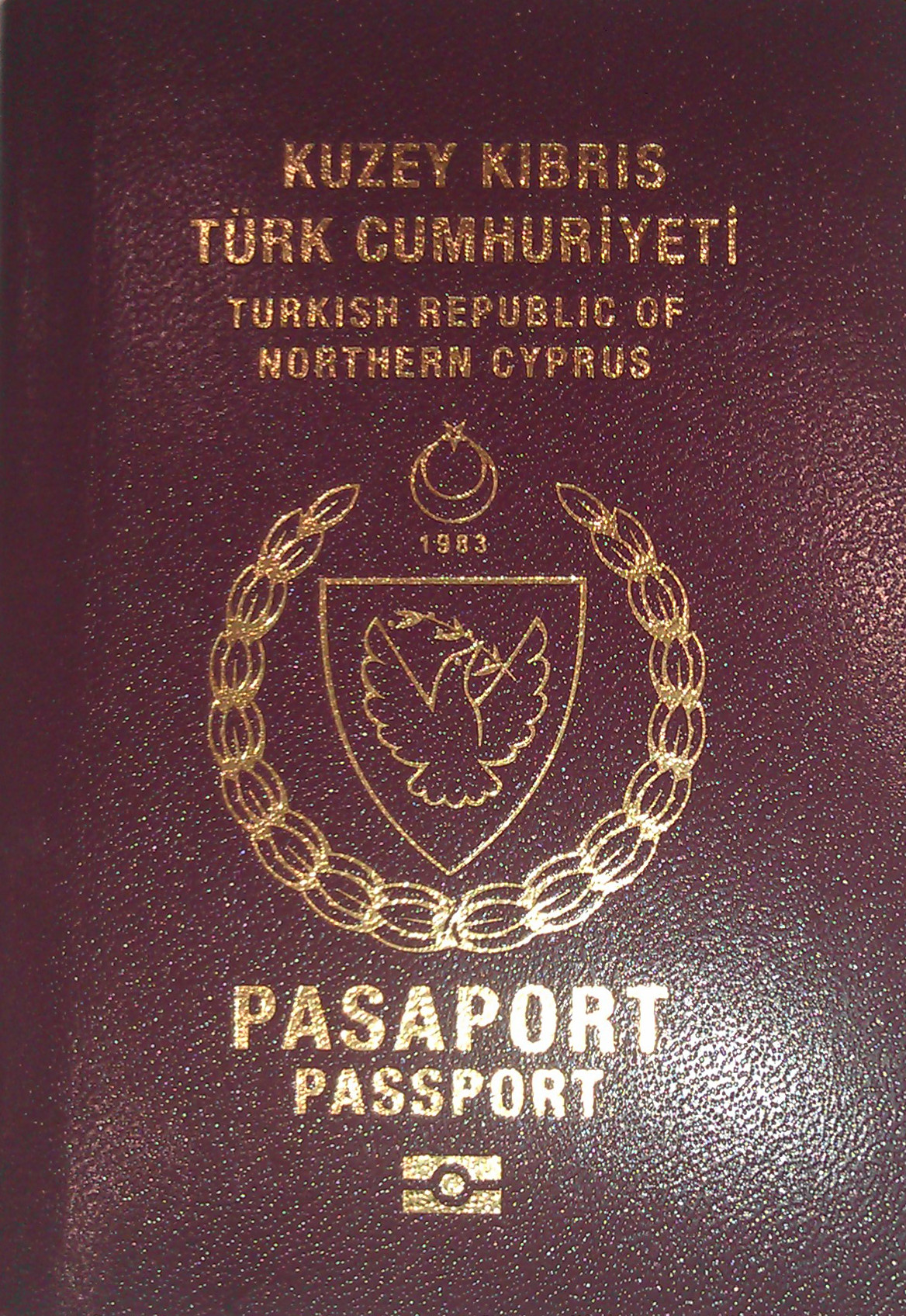

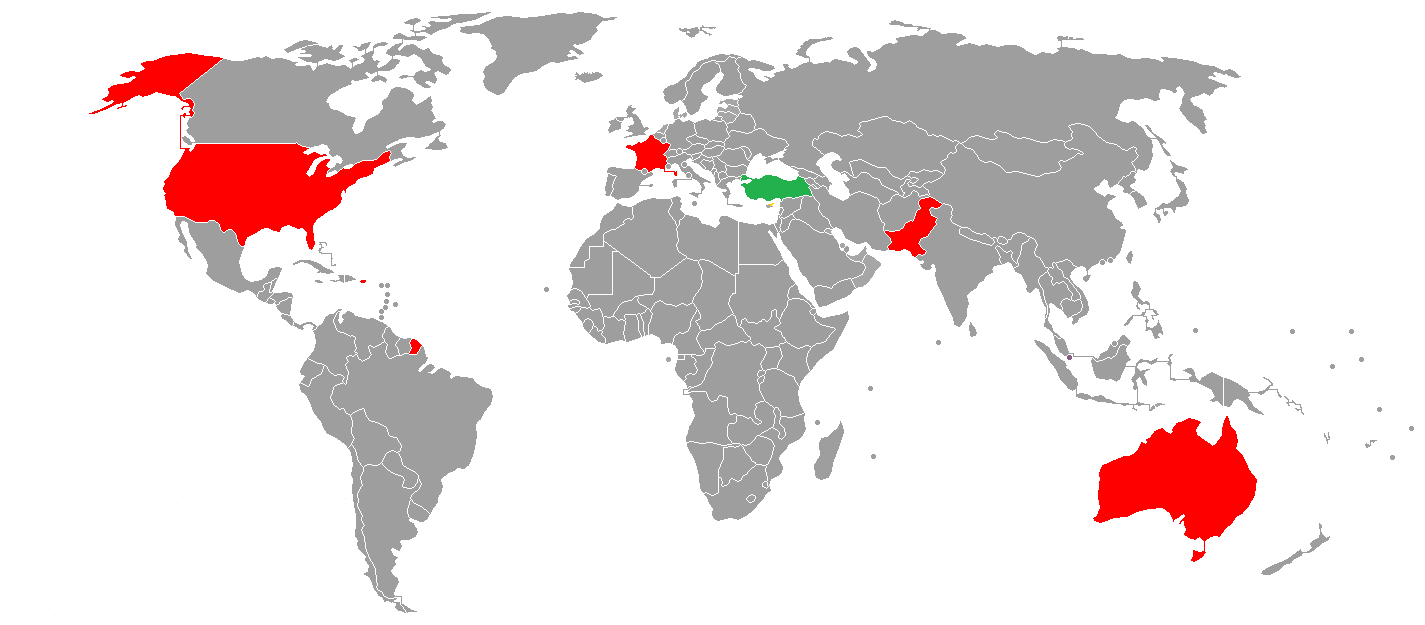
Země a území s bezvízovým vstupem nebo vízami na místě pro držitele běžných severokyperských pasů.
Severní Kypr
Vízum není nutné
Vyžadováno vízum před příjezdem
Země neuznávající severokyperský pas

Severokyperský cestovní pas je dokument vydávaný občanům Severního Kypru za účelem mezinárodního cestování. 
Pas je platný pouze v Turecku, Francii, Pákistánu, Austrálii a ve Spojených státech amerických, v ostatních zemích neplatí kvůli omezenému mezinárodnímu uznání Severního Kypru. Tureckým Kypřanům jsou také vydávány turecké pasy. 
Až do roku 1994 byl vstup do Spojeného království snazší na „neuznaný“ pas než na turecký pas. Mnoho Kurdů – z nichž někteří byli spojeni se zakázanou Stranou kurdských pracujících (PKK) – a další političtí disidenti následně zaplatili vysoké ceny za získání Severokyperských cestovních pasů, které pak použili ke vstupu do Spojeného království bez víz a k získání politického azylu. 